# Leland Stanford
Amasa Leland Stanford (Watervliet, 9 de marzo de 1824-Palo Alto, 21 de junio de 1893) fue un magnate, abogado y político estadounidense, recordado hoy por ser el fundador, junto a su esposa Jane, de la prestigiosa Universidad Stanford. Emigró desde Nueva York en 1852 para participar en la Fiebre del oro de California, donde se convirtió en un exitoso comerciante y mayorista, gracias a lo cual fue construyendo un imperio empresarial. Fue gobernador de California durante dos años entre 1861 y 1863 y después ejerció durante ocho años como senador del estado. Como presidente de los ferrocarriles Southern Pacific y Central Pacific, gozó de enorme poder en la región y un impacto duradero en California.

## Primeros años
Stanford nació en Watervliet en 1824, ahora parte de la ciudad de Colonie. Fue uno de los ocho hijos de Josías y Elizabeth Phillips Stanford. El padre de Stanford era un agricultor de economía media. Entre sus hermanos estaban el senador del estado de Nueva York Charles Stanford (1819–1885) y el empresario y espiritista australiano Thomas Welton Stanford (1832–1918). Su antepasado inmigrante, Thomas Stanford, se instaló en Charlestown, Massachusetts, en el siglo XVII. Ancestros posteriores se asentaron en el valle Mohawk oriental del centro de Nueva York alrededor de 1720. 
Stanford asistió a la escuela común hasta 1840 y fue educado en su casa hasta 1839. Asistió al Clinton Liberal Ins., y estudió derecho en el Seminario Cazenovia  en Cazenovia, Nueva York entre 1841-45. En 1845 se incorporó a la firma de abogados de Wheaton, Doolittle y Hadley en Albany.
El 30 de septiembre de 1850 se casó con Jane Lathrop en Albany. Ella era la hija de Dyer Lathrop, un comerciante de esa ciudad, y de Jane Anne (Shields) Lathrop. De esta unión nació Leland Stanford Jr., en 1868.

## Negocios
En 1852, Stanford se trasladó a California durante la fiebre del oro.
Como uno de los "Cuatro Grandes" (Big Four, en inglés) magnates del ferrocarril, cofundó el 28 de junio de 1861, el Central Pacific Railroad, del que fue elegido presidente. Sus miembros fueron Charles Crocker, Mark Hopkins Jr. y Collis Potter Huntington. 
Como presidente de la Central Pacific, Stanford dirigió la construcción sobre las montañas, realizando 852 km (530 millas) en 293 días. En mayo de 1868 se asociaron con Lloyd Tevis, Darius Ogden Mills, HD Bacon, Hopkins y Crocker para la creación de la Pacific Union Express Company, que se fusionó en 1870 con Wells Fargo & Company. Como jefe de la empresa ferroviaria que construyó la línea del Primer ferrocarril transcontinental de Estados Unidos, sobre Sierra Nevada,  Stanford realizó la ceremonia de colocación del "remache de Oro" (Golden Spike) en Promontory (Utah), el 10 de mayo de 1869.
En 1868, Stanford y sus socios adquirieron el control del Southern Pacific, del que fue presidente. También fue director de Wells Fargo & Company de 1870 a enero de 1884.
Stanford se mudó a San Francisco en 1874, cuando fue nombrado presidente de la  Occidental & Oriental Steamship Company, la línea de barcos de vapor a Japón y China asociada con la Central Pacific.
La Southern Pacific Company fue organizada en 1884 como un holding para las sociedades Central Pacific-Southern Pacific. Stanford fue presidente de la Southern Pacific Company desde 1885 hasta 1890, cuando se vio obligado a abandonar el cargo y la presidencia de la Southern Pacific Railroad, por Huntington en venganza por la elección al Senado de Stanford en 1885. Stanford fue elegido presidente del comité ejecutivo de la Southern Pacific Railroad en 1890, y estuvo en este puesto y la presidencia del Central Pacific Railroad hasta su muerte.
Stanford tiene dos bodegas, la Leland Stanford Winery, fundada en 1869, y la finca de 220 km² Great Vina, en el condado de Tehama. También poseía una mansión en Sacramento, California, y una residencia en el barrio de Nob Hill en San Francisco. Su residencia en Sacramento es hoy el Parque Histórico Estatal de la Mansión de Leland Stanford.
En aquella época compró 650 hectáreas de terreno con el fin de construir una enorme granja de caballos, a la que llamaría Palo Alto Stock Farm. Más tarde adquirió las propiedades colindantes, llegando a juntar más de 8.000 hectáreas en total. La pequeña ciudad que iba emergiendo tomó el nombre de Palo Alto por cuenta de una gran secuoya que había en la zona, junto al arroyo de San Francisquito.

## Política
Stanford fue políticamente activo y se convirtió en un miembro destacado del Partido Republicano. En 1856, se reunió con otros políticos whigs en Sacramento el 30 de abril para organizar el Partido Republicano de California en su primera convención estatal. Fue elegido delegado en la convención del Partido Republicano que seleccionó a los electores presidenciales estadounidenses tanto en 1856 como en 1860. Stanford fue derrotado en su candidatura de 1857 a tesorero del estado de California, y en su candidatura de 1859 al cargo de gobernador de California. En 1860 fue nombrado delegado en la Convención Nacional Republicana de Chicago, pero no asistió. Fue elegido gobernador en una segunda campaña en 1861.

### Gobernador de California
En 1861 fue nominado de nuevo para gobernador de California, y esta vez fue elegido: su mandato se extendió entre enero de 1861 y diciembre de 1863, período «en que la población indígena de este estado fue masacrada». En su toma de posesión como gobernador explicó su posición supremacista frente a la inmigración, que resultó «furiosamente antichina»:

«Puesto que la colonización de nuestro estado es prioritaria, la naturaleza de aquellos que serán colonos es asunto digno de la mayor consideración. En mi opinión, está claro que el asentamiento entre nosotros de una raza inferior tiene que ser desincentivado por cualquier medio legítimo. Asia, con innumerables millones de habitantes, envía a nuestras costas las sobras de su población. Un gran número de gentes de esta clase está ya aquí, y si no hacemos pronto algo para controlar esta inmigración, la cuestión, con dos mareas de inmigración uniéndose sobre las costas del Pacífico, volverán a aparecer y tendremos que volver a considerarla, con más dificultades que ahora para resolverla. No hay duda de que la presencia numerosa entre nosotros de un pueblo degradado y distinto que puede ejercer una influencia destructiva sobre la raza superior y llegada a cierto nivel perjudicar la inmigración deseable. Será para mí una gran satisfacción durante mi legislatura colaborar a cualquier acción constitucional que tenga por objeto la represión de la inmigración de las razas asiáticas».
Fracasología., Elvira Roca Barea

Al tiempo que clamaba contra la inmigración china, que no votaba, Stanford importaba chinos para su empresa de ferrocarril.
Fue el octavo gobernador de California, ocupando el cargo de enero de 1862 a diciembre de 1863, y el primer gobernador republicano. Debido a la Gran Inundación de 1862, se dice que el gobernador tuvo que remar en una barca hasta su propia toma de posesión. Era un hombre corpulento, de hablar pausado y que siempre leía de un texto preparado, por lo que impresionaba a sus oyentes por ser más sincero que un orador ingenioso y extemporáneo.
Durante su mandato como gobernador, redujo la deuda del estado a la mitad y abogó por la conservación de los bosques. También supervisó la creación de la primera escuela normal estatal de California en San José, que más tarde se convertiría en la Universidad Estatal de San José. Tras la gobernación de Stanford, el mandato pasó de dos a cuatro años, de acuerdo con la legislación aprobada durante su mandato.

#### Nativoamericanos
El erradicación de los nativos americanos que vivían en California continuó bajo su administración. Sí firmó una ley que revocaba parte de la Ley para el Gobierno y la Protección de los Indios de 1850 que permitía la esclavitud de los nativos americanos. Sin embargo, también continuó la persecución de la Guerra de las Colinas Calvas en el norte de California.

#### Inmigrantes chinos
La búsqueda de oro en California había traído una gran afluencia de recién llegados al territorio, entre ellos inmigrantes chinos, que se enfrentaron a la persecución. El sentimiento antichino se convirtió con el tiempo en una cuestión política. En un mensaje a la legislatura en enero de 1862, el gobernador Stanford dijo:
En mi opinión, está claro que el asentamiento entre nosotros de una raza inferior debe ser desalentado por todos los medios legítimos. Asia, con sus incontables millones, envía a nuestras costas la escoria de su población. Un gran número de esta clase ya está aquí; y, a menos que hagamos algo pronto para frenar su inmigración, la cuestión de cuál de las dos mareas de la inmigración, que se encuentran en las costas del Pacífico, debe ser rechazada, se verá obligada a nuestra consideración, cuando sea mucho más difícil que ahora disponer de ella. No cabe duda de que la presencia entre nosotros de un número de personas degradadas y distintas ejercerá una influencia nociva sobre la raza superior y, en cierta medida, repelerá la inmigración deseable. 
Stanford fue inicialmente aclamado por tales declaraciones, pero perdió apoyo cuando se reveló que su Central Pacific Railroad también estaba importando trabajadores chinos para construir el ferrocarril.

### Senador de los Estados Unidos

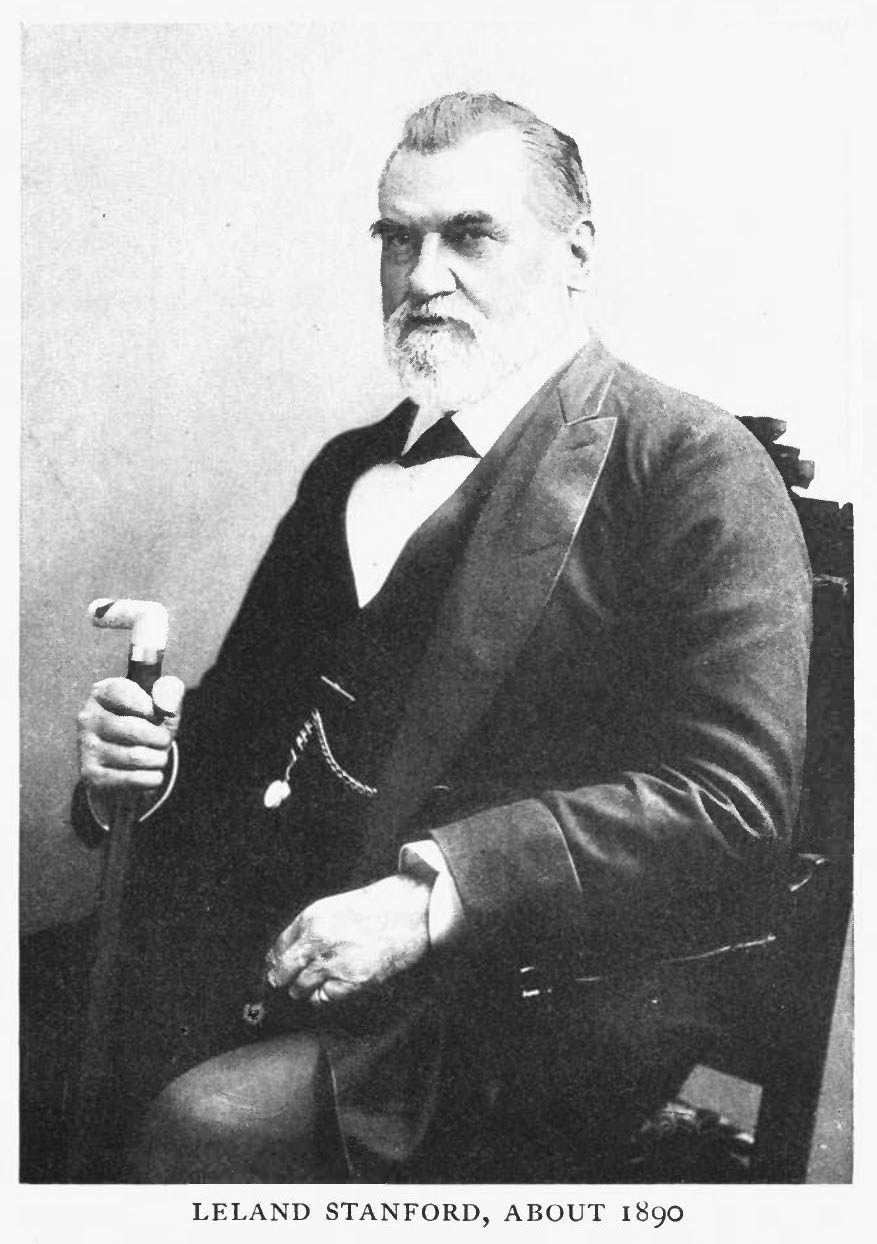
Stanford en 1890.

Más tarde, fue miembro del Senado de Estados Unidos desde 1885 hasta su muerte en 1893. Durante cuatro años fue presidente del Comité de Edificios Públicos y Terrenos del Senado de Estados Unidos y del Comité Naval. Fue presidente y director del Ferrocarril Central del Pacífico durante todo el tiempo que ocupó un escaño en el Senado. Fue autor de varios proyectos de ley del Senado que promovían ideas defendidas por el Partido Popular: un proyecto de ley para fomentar la creación de cooperativas de trabajo asociado, y un proyecto de ley para permitir la emisión de moneda respaldada por el valor de la tierra en lugar de sólo por el patrón oro. Ninguno de los dos proyectos de ley logró salir del comité. En Washington D. C., tenía una residencia en Farragut Square, cerca de la casa del barón Karl von Struve, ministro ruso en EE UU.

## Universidad Stanford

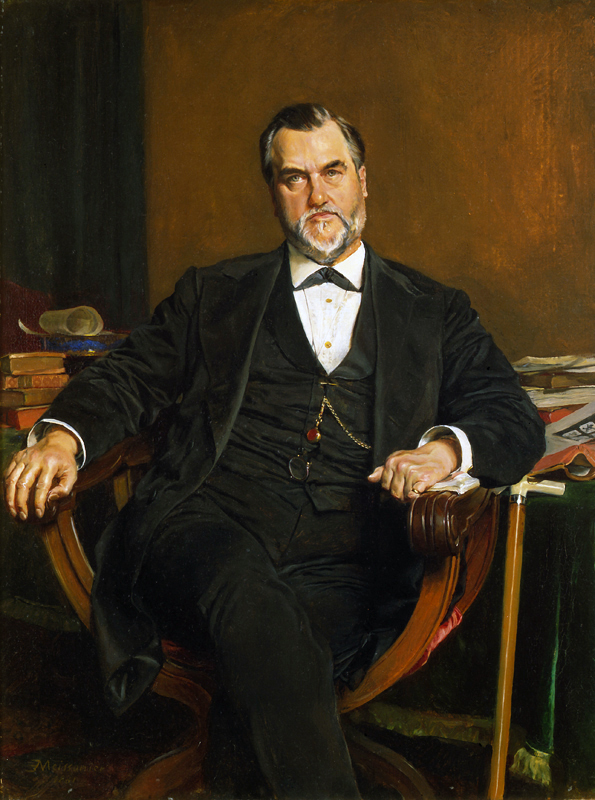
Leland Stanford, por Jean-Louis-Ernest Meissonier, 1881, Museo Stanford.

Stanford y su mujer, Jane, tuvieron un hijo, Leland Stanford Junior, que murió de fiebre tifoidea con quince años, en 1884, cuando la familia estaba de viaje por Italia y también por Suecia. Pocas semanas después de su muerte, los Stanford decidieron que, debido a que ya no podían hacer nada por su propio hijo, “los hijos de California serán nuestros hijos“. Y rápidamente se dispusieron a encontrar una manera duradera para recordar y honrar la memoria a su amado y difunto retoño.
Barajaron varias posibilidades, como un museo o una escuela técnica, pero al final se decidieron por una universidad en California (aunque, finalmente, también crearon un museo). Sí que es cierto que visitaron al presidente de la Universidad de Harvard, a la razón Charles William Eliot, pero fue únicamente para recibir consejos y recomendaciones a la hora de iniciar el proyecto. La verdad es que estuvieron reunidos también con el director de la Universidad Cornell de Nueva York, con los responsables del MIT (el Instituto Tecnológico de Massachusetts) y con el director de la Universidad Johns Hopkins, en Baltimore. De todos ellos se llevaron ideas para fundar su institución, y la Universidad de Stanford abrió sus puertas el 1 de octubre de 1891. Realmente, su nombre original es Universidad Leland Stanford Junior.
La Universidad Stanford se ubicó en los terrenos de una inmensa finca de Stanford llamada Palo Alto, y durante décadas fue un centro académico pequeño y de escasa notoriedad, siendo conocida inicialmente como «The Farm»; esto fue así hasta la Gran Depresión. Su crecimiento y renombre proviene de la época en que Herbert Hoover, que estudió en esta universidad, fue presidente de los Estados Unidos (1929-1934). Desde entonces comenzó a colaborar en importantes proyectos de investigación militar promovidos por el Gobierno: de allí salió el «tubo Klystron», utilizado en los radares durante la II Guerra Mundial.